# Kimi Wakitashiro
Kimi Wakitashiro, coniugata Kai (脇田代喜美?, Wakitashiro Kimi; Miyazaki, 4 novembre 1950), è un'ex cestista giapponese.

## Carriera
Con il Giappone ha disputato i Giochi olimpici di Montréal 1976 e due edizioni dei Campionati del mondo (1971, 1975).